# Anacroneuria annulicauda
Anacroneuria annulicauda és una espècie d'insecte plecòpter pertanyent a la família dels pèrlids que es troba a Amèrica: Mèxic, Hondures i Panamà.